# Moisés Mosquera
Moisés Castillo Mosquera (Medellín, 24 de mayo de 2001) es un futbolista colombiano. Juega de defensa central y su equipo actual es el FC Juárez de la Primera División de México.

## Trayectoria
Mosquera se formó en las inferiores del CS Marítimo de Portugal donde llegó a los 18 años,  firmó su primer contrato con el club el 14 de agosto de 2020. Debutó en la Primeira Liga el 9 de enero de 2022 ante el Portimonense.
El 8 de agosto de 2023, Mosquera fue transferido al FC Juárez de la Primera División de México.

## Estadísticas
Actualizado al último partido disputado el 6 de octubre de 2024.
| Club                 | Div.          | Temporada     | Liga  | Liga  | Copas nacionales | Copas nacionales | Copas internacionales | Copas internacionales | Total | Total |
| Club                 | Div.          | Temporada     | Part. | Goles | Part.            | Goles            | Part.                 | Goles                 | Part. | Goles |
| -------------------- | ------------- | ------------- | ----- | ----- | ---------------- | ---------------- | --------------------- | --------------------- | ----- | ----- |
| CS Marítimo Portugal | 1.ª           | 2020-21       | 0     | 0     | 1                | 0                | —                     | —                     | 1     | 0     |
| CS Marítimo Portugal | 1.ª           | 2021-22       | 2     | 0     | 0                | 0                | —                     | —                     | 2     | 0     |
| CS Marítimo Portugal | 1.ª           | 2022-23       | 20    | 0     | 2                | 0                | —                     | —                     | 22    | 0     |
| CS Marítimo Portugal | Total club    | Total club    | 22    | 0     | 3                | 0                | 0                     | 0                     | 25    | 0     |
| FC Juárez · México   | 1.ª           | 2023-24       | 25    | 0     | —                | —                | —                     | —                     | 25    | 0     |
| FC Juárez · México   | 1.ª           | 2024-25       | 9     | 0     | —                | —                | 3                     | 0                     | 12    | 0     |
| FC Juárez · México   | Total club    | Total club    | 34    | 0     | 0                | 0                | 3                     | 0                     | 37    | 0     |
| Total carrera        | Total carrera | Total carrera | 56    | 0     | 3                | 0                | 3                     | 0                     | 62    | 0     |